# Stefan Komorowski
Stefan Komorowski, též Štěpán Komorowski (20. září 1863 Bilinka – 17. dubna 1929 Krakov) byl rakouský římskokatolický duchovní a politik polské národnosti z Haliče, na počátku 20. století poslanec Říšské rady.

## Biografie
Byl synem statkáře. Studoval na jezuitské koleji v Tarnopolu. Pak studoval teologii v Innsbrucku a Římě. V roce 1877 získal titul doktora filozofie. Studoval dále na Jagellonské univerzitě v Krakově a získal titul doktora teologie. V letech 1879–1883 působil v jezuitském řádu. Roku 1888 byl vysvěcen na kněze.
Na počátku století se zapojil i do celostátní politiky. Ve volbách do Říšské rady roku 1901 byl zvolen do Říšské rady (celostátní zákonodárný sbor) za kurii venkovských obcí, obvod Łańcut atd. K roku 1901 se uvádí jako hrabě a katedrální kanovník.
V roce 1906 se stal kanovníkem a prokurátorem olomoucké kapituly. Roku 1915 na vlastní žádost rezignoval a od roku 1916 opět působil v jezuitském řádu. Po dokončení noviciátu v obci Stara Wieś vyučoval kanonické právo v jezuitských kolejích v Krakově a od roku 1919 ve Varšavě. V období let 1920–1923 vyučoval na koleji ve městě Nowy Sącz. Krátce pak žil ve Lvově a následně pobýval v Krakově, kde působil jako spisovatel.